# Open di Zurigo 2008 - Doppio
Il doppio dell'Open di Zurigo 2008 è stato un torneo di tennis facente parte del WTA Tour 2008.
Květa Peschke e Rennae Stubbs erano le detentrici del titolo, ma hanno perso nel 1º turno contro Anna-Lena Grönefeld e Patty Schnyder.
Cara Black e Liezel Huber hanno battuto in finale 6–1, 7–6(3) Anna-Lena Grönefeld e Patty Schnyder.

## Teste di serie
1. Cara Black /  Liezel Huber (campionesse)
2. Katarina Srebotnik /  Ai Sugiyama (semifinali)

1. Anabel Medina Garrigues /  Virginia Ruano Pascual (primo turno)
2. Květa Peschke /  Rennae Stubbs (primo turno)

## Tabellone

### Legenda
| - Q = Qualificato - WC = Wild card - LL = Lucky loser | - ALT = Alternate - SE = Special Exempt - PR = Protected Ranking | - w/o = Walkover - r = Ritirato - d = Squalificato |